# Félix Noguera
Félix Enrique Noguera Collante (Santa Marta, Colombia; 31 de marzo de 1987) es un exfutbolista colombiano. Jugaba como defensa y se retiró en el Junior de Colombia.

## Clubes
| Club              | País     | Año         |
| ----------------- | -------- | ----------- |
| Deportivo Pereira | Colombia | 2007 - 2009 |
| Santa Fe          | Colombia | 2010        |
| Deportes Tolima   | Colombia | 2011 - 2014 |
| Junior            | Colombia | 2015 - 2017 |

## Palmarés

### Campeonatos nacionales
| Título        | Club            | País     | Año  |
| ------------- | --------------- | -------- | ---- |
| Copa Colombia | Deportes Tolima | Colombia | 2014 |
| Copa Colombia | Junior          | Colombia | 2015 |